# Grotta di Gorham
La Grotta di Gorham è una grotta a livello del mare nel territorio britannico d'oltremare di Gibilterra. Considerata una delle ultime abitazioni conosciute dei Neanderthal in Europa, la grotta dà il nome al complesso delle Grotte di Gorham, una combinazione di quattro grotte distinte di tale importanza da essere unite nella lista del Patrimonio dell'Umanità dell'UNESCO, l'unico a Gibilterra. Le altre tre grotte sono la Grotta dell'Avanguardia, la Grotta della Inea e la Grotta di Bennett.
Si trova a Governor's Beach, sulla parete sud-orientale della Rocca di Gibilterra. Deve il suo nome al capitano britannico che la scoprì nel 1907 ed è importante per i ritrovamenti di archeologia preistorica e paleontologia avvenuti a partire dal XIX secolo. Quando fu abitato per la prima volta, circa 55 000 anni fa, si trovava a circa 5 km dalla costa, ma, a causa dei cambiamenti del livello del mare, ora si trova a pochi metri dal Mar Mediterraneo.

## Scoperta
La grotta prende il nome dal capitano A. Gorham del 2º Battaglione Royal Munster Fusiliers, che la scoprì nel 1907 mentre apriva una fessura nella parte posteriore di una caverna marina. Gorham scrisse il suo nome e la data della scoperta sulla parete della roccia, che da allora porta il suo nome. Dopo questa scoperta iniziale, sembra che la grotta sia stata dimenticata, almeno ufficialmente, poiché lo storico e speleologo di Gibilterra George Palao ricorda un'iscrizione sulla parete della grotta che recitava J. J. Davies 1943.

## Descrizione
La Grotta di Gorham è una grotta situata sul lato est di Gibilterra, a pochi metri sul livello del mare, e che si è formata nel calcare giurassico. La lunghezza totale di questa grotta è di circa 100 m. e all'ingresso è alta circa 35 m. Verso l'interno, la grotta diventa più stretta e gira a circa 90 gradi. Dall'ingresso della grotta, la vista si apre sul mare di Alboran. È possibile che dopo ulteriori ricerche, la grotta diventi più lunga.
La grotta di Gorham è stata un sito di interesse archeologico sin da quando la sua importanza è stata riconosciuta per la prima volta. La spiaggia sotto la grotta (Spiaggia del Governatore) era stata inaccessibile dalle scogliere sovrastanti. Tuttavia, dopo un episodio di un progetto di tunneling nella roccia, la spiaggia e la grotta sono diventate accessibili a causa del mucchio di detriti che si è creato.

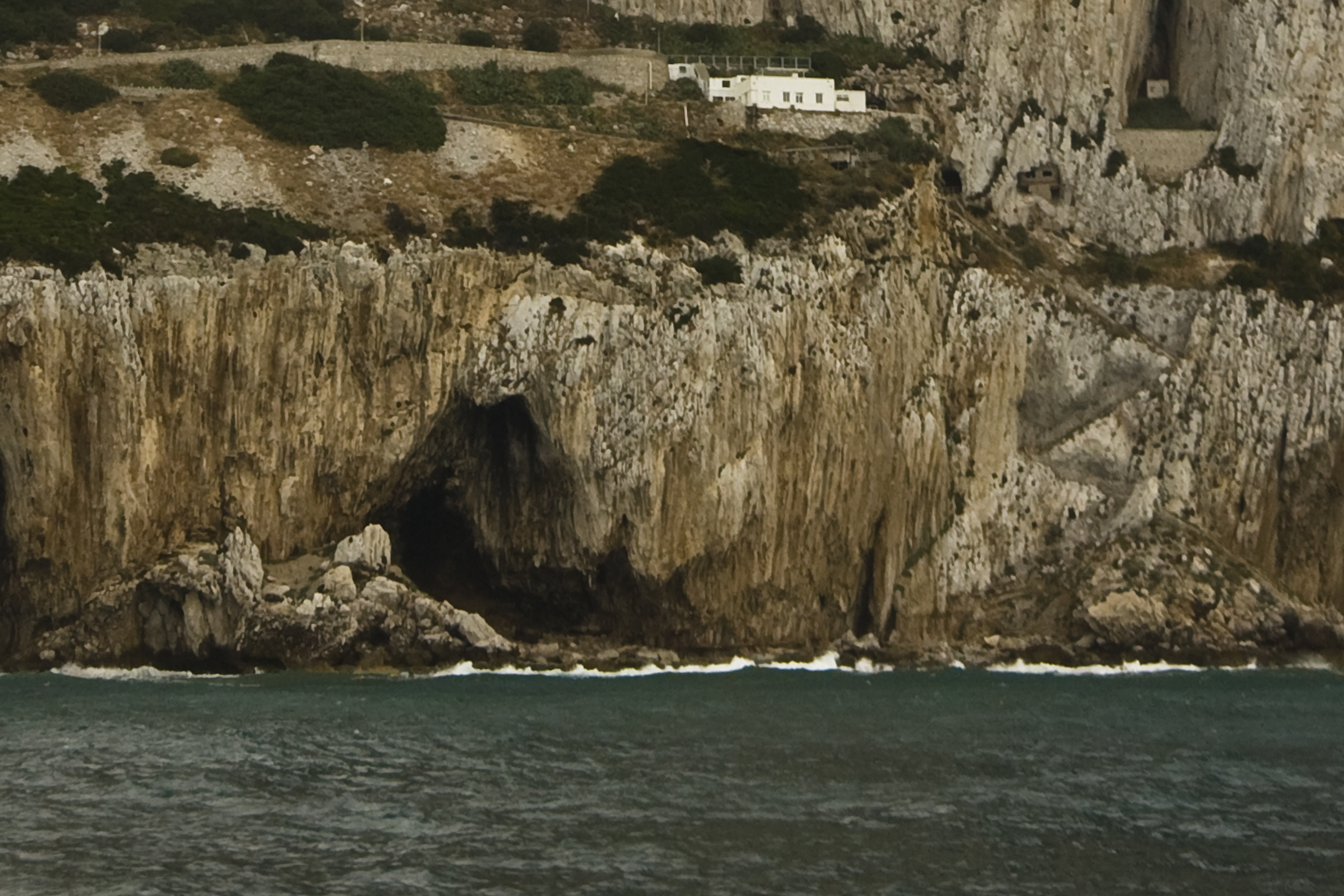
Vista della Grotta di Gorham sulla parete est della Rocca di Gibilterra

Due ingegneri reali, Keighley e Ward, furono i primi a far conoscere i manufatti di interesse archeologico esistenti nella grotta attraverso i giornali di Gibilterra. Avevano trovato ceramiche e strumenti di pietra. Inoltre, raccontarono che resti umani e animali erano stati scoperti nella grotta di Gorham. Il Rev. F. E. Brown della Società di Gibilterra riferì questi risultati al governatore di Gibilterra che richiese ulteriori indagini dopo una visita in loco. Queste indagini sono state segnalate al British Museum.
Il tenente George Baker Alexander, ingegnere reale e geologo laureato all'Università di Cambridge, arrivò a Gibilterra nel 1945. Decise di fare un'indagine geologica di Gibilterra che portò a una mappa dettagliata. Alexander fu il primo a scavare la Grotta di Gorham, prima della sua partenza da Gibilterra nel 1948, dopo che il Museo di Gibilterra mise in discussione i suoi metodi. Non ci sono materiali conservati su questi scavi.
Nel 1945, il governatore scrisse al British Museum chiedendo di continuare ulteriori esplorazioni della grotta. Il museo non aveva risorse, tuttavia inoltrò la richiesta alla professoressa Dorothy Garrod di Cambridge, che aveva trovato un teschio di Neanderthal nella grotta della "Torre del Diavolo" durante il suo precedente lavoro a Gibilterra negli anni '20. Garrod cercò l'assistenza di John d'Arcy Waechter, membro del British Institute of Archaeology di Ankara. Waechter arrivò nel settembre 1948 e trascorse due mesi a scavare pozzi di prova per vedere se ulteriori scavi sarebbero stati giustificati.  Il successo di Waechter portò al suo ritorno nel giugno 1950. Un anno più tardi, nel 1951, si recò in Inghilterra senza aver concluso i lavori e ma vi ritornò dal febbraio al luglio 1952. Durante un'ultima visita nel 1954 richiese con successo l'assistenza finanziaria del governo locale per completare il lavoro.
Nel settembre 2021, gli archeologi del Museo Nazionale di Gibilterra guidati dal professor Clive Finlayson hanno annunciato la scoperta di una camera rupestre di Neanderthal di 40 000 anni fa nel complesso delle grotte di Gorham, inclusa una scultura che potrebbe essere stata un'opera d'arte dei primi Neanderthal.

### Frequentazione neanderthaliana
Nel 1848, nel vicino sito di Forbes' Quarry, vi fu il secondo ritrovamento, in ordine di tempo, di un cranio di Uomo di Neanderthal, dopo quelli avvenuti nelle Grotte di Schmerling a Engis, in Belgio.
Alcune ricerche condotte dal 1999 al 2005 suggerirebbero una frequentazione dei Neanderthaliani tra  -28 000 e -24 000 anni, dunque con una lunga coabitazione con l'Homo sapiens, geograficamente presente dai - 32 000 anni. Questi risultati, peraltro, sono fermamente criticati da Joao Zilhao, dell'università di Bristol, secondo cui la data di estinzione dei Neanderthaliani andrebbe spostata all'indietro a -37 000 anni.

### Incisioni rupestri
Nel mese di luglio 2012 vi fu trovata un'incisione rupestre di natura simbolica, composta da otto linee profondamente scavate nella roccia, divise in due gruppi costituiti da tre incisioni lunghe, intersecati da due linee più brevi. La composizione è stata descritta come un manufatto di "arte astratta".
Secondo Joaquín Rodríguez-Vidal, dell'Università di Huelva, il ritrovamento restituisce "il primo esempio dimostrabile in modo diretto di un'opera astratta, realizzata con cura e regolarità, che ha richiesto uno impegno prolungato e concentrato, che sia stata prodotta in una grotta".
L'opera consente di ripensare le capacità dei Neanderthal nella produzione simbolica e nella elaborazione ed espressione di un pensiero astratto.